# Rhinoptera brasiliensis
Rhinoptera brasiliensis, tên thông dụng là Ticon cownose ray, là một loài cá trong họ Rhinopteridae. Nó là một loài có nguy cơ, là loài đặc hữu ven biểnf Brasil. Nơi sinh sống của nó là vùng biển nông, cửa sông.
Con đực có kích thước từ 78–91 cm với lưng đen còn bụng trắng hoặc sáng. Con cái to hơn từ 77–102 cm có cùng kiểu màu như con đức.

## Cước chú
1. ↑  Vooren, C.M. & Lamónaca, A.F. 2004.